# Picot escapulat oriental
El picot escapulat oriental(Colaptes auratus) és una espècie d'ocell de la família dels pícids (Picidae) que habita boscos i parcs de les ciutats, d'Amèrica del Nord, des d'Alaska, a través del Canadà i els Estats Units, fins a Mèxic, Antilles i Amèrica Central. Les poblacions septentrionals viatgen cap al sud per a passar l'hivern.
És l'ocell oficial (un dels símbols oficials) de l'estat d'Alabama, als EUA.